# Sedlecký potok (Mastník)

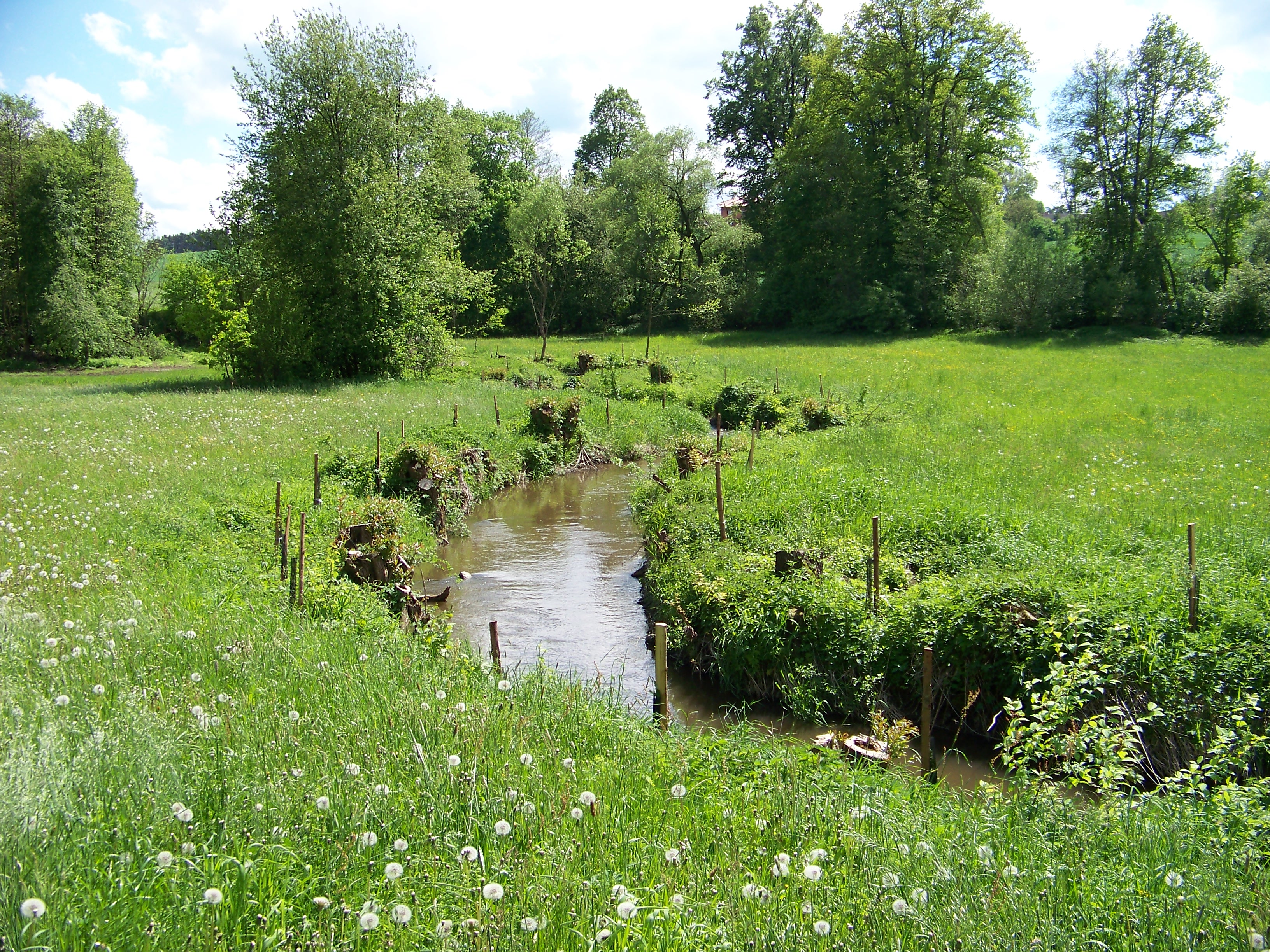
Der Sedlecký potok bei Jesenice

Der Sedlecký potok (deutsch Sedletzer Bach) ist ein rechter Zufluss des Mastník in Tschechien.

## Verlauf
Der Sedlecký potok entspringt nördlich der Einschicht Kopaniny auf dem Gebiet der Gemeinde Jistebnice im Naturpark Jistebnická vrchovina. Seine Quelle liegt westlich des Holý vrch (677 m n.m.) bzw. südlich des Okrouhlík (658 m n.m.) in der zum Mittelböhmischen Hügelland gehörigen Vlašimská pahorkatina (Wlaschimer Hügelland). Anfänglich fließt der Bach nach Süden, nimmt nach kurzem Lauf westliche Richtung und fließt an Ostrý vorbei. Dort ändert der Sedlecký potok seinem Lauf nach Nordwesten. Vorbei an Jitra und Javoří verlässt der Bach zwischen Cunkov und Monín den Naturpark und fließt am östlichen Fuße der Javorová skála (723 m n.m.) durch das Hügelland; entlang seines Tales liegen die Orte Záhoří a Kozinec, Ounuz, Zahrádky und Moninec. Danach erreicht der Sedlecký potok die Sedlecká kotlina (Sedletzer Becken) und fließt mit nördlicher Richtung durch Jetřichovice, Uhřice, Uhřický Mlýn und Sedlec sowie an Přestavlky und Prčice vorbei. Zwischen Sedlec und Prčice überspannt seit 1815 die denkmalgeschützte Karl-Burka-Brücke (Most Karla Burky) als einzige Verbindungsstraße zwischen den beiden ehemals eigenständigen Städten den Bach. Anschließend führt der Lauf des Sedlecký potok mit nordwestlicher Richtung vorbei an Na Zavadilce, Měšetice, Lidkovice, Strnadovský Mlýn, Dobrošovice, Vršovice, Sovův Mlýn, Bolechovice und Doublovičky nach Jesenice; dabei durchfließt der Bach erneut den Naturpark Jistebnická vrchovina. Entlang des Unterlaufes folgen Nedrahovice, Úklid, Lipský Mlýn, Bor, Rudolec, Přibýška, Klimětice, Nový Dvorek, Doubravice, Záduší, Šípkova Cihelna und Němečkova Cihelna. Am südlichen Stadtrand von Sedlčany wird der Sedlecký potok im Rückhaltebecken Sedlčany gestaut. In der Stadt überbrückt die Staatsstraße I/18 zwischen Příbram und Kosova Hora den Bach. Nach 21,3 Kilometer mündet der Sedlecký potok in Sedlčany in der Nähe des Bahnhofes in den Mastník.

## Zuflüsse
- Cunkovský potok (l), unterhalb von Záhoří a Kozinec
- Uhřický potok (l), in Uhřice
- Šanovický potok (r), in Sedlec
- Prčický potok (r), bei Prčice
- Steblenecký potok (r), bei Měšetice
- Divišovický potok (r), bei Strnadovský Mlýn
- Hulínský potok (r), in Jesenice
- Novodvorský potok (l), in Jesenice
- Slabá (l), unterhalb von Nedrahovice
- Radečský potok (r), bei Lipský Mlýn
- Libíňský potok (l), bei Rudolec

## Durchflossene Teiche
- Musík, bei Moninec
- Pilský rybník, oberhalb von Jetřichovice
- Lihovarský rybník, unterhalb von Jetřichovice
- Uhřický rybník, oberhalb von Uhřice
- Mlýnský rybník, bei Uhřický Mlýn
- Dlouhý rybník, bei Nedrahovice